# Desgrapadora
Una desgrapadora és una eina manual que s'utilitza per a extraure les grapes que subjecten els folis de paper, evitant el possible dany en ungles i/o dits. Es tracta d'una simple pinça que permet en la seua vora corbada traure les grapes introduïdes en el paper. La pinça posseïx una molla que li permet retornar a la seua posició original al disminuir la pressió.

## Història
Encara que existien utensilis semblants al començament del segle xx, una versió modificada del llevagrapes fou ideada per William G. Pankonin de Chicago, Illinois. La forma semblant a l'actual fon patentada per Joseph A. Foitle d'Overland Park, Kansas. La patent es va presentar el 28 de maig de 1969, es concedí el 28 de desembre de 1971, i fou publicada en EUA En el núm. 3.630.486 A.